# Debate
(Joseph Joubert)
Il Debate (IPA: [dɪˈbeɪt]) è una metodologia didattica utilizzata in molti Paesi europei, materia curriculare ormai da anni, nelle scuole anglosassoni, ma che affonda le radici nella storia italiana e, in particolare, nella disputatio medioevale.

Consiste in un dibattito, svolto con tempi e regole prestabiliti, nel quale due squadre (di solito composte ciascuna da tre studenti) sostengono e controbattono un'affermazione o un argomento assegnato dall'insegnante, ponendosi in un campo (PRO) o nell'altro (CONTRO).

## Regole
Il debate non è una discussione libera, ma un confronto strutturato con regole molto precise. 
Non esiste un solo tipo di debate, ci sono infatti modalità differenti di andamento e sviluppo delle gare. Se si vuole esaltare lo scopo educativo del debate, occorre utilizzarlo in modo flessibile, quindi, la gara deve costituire soltanto lo stimolo finale. 
Una volta stabilito l'argomento da dibattere e chi sostiene la tesi PRO e chi la tesi CONTRO, un esempio di debate può svolgersi nel seguente modo. 

Ogni squadra è composta da tre relatori e tre ricercatori. Inoltre sono presenti un cronometrista e tre giudici.
I relatori si suddividono in: capitano, primo oratore e secondo oratore. Ogni componente della squadra (capitano e oratori) ha 3 minuti a disposizione per sostenere la propria tesi.
Se finisce prima di 2 minuti la squadra avrà una penalità, stessa cosa se l'intervento si protrae oltre 15 secondi dal tempo previsto. 

I ricercatori durante il dibattito compiono un'analisi delle fonti, le confrontano e le selezionano in base alla loro attendibilità ed eventualmente le comunicano ai debaters. 

Il cronometrista controlla che i relatori non eccedano il tempo prefissato per ogni intervento. 
A 30 secondi dalla scadenza dei tre minuti fa squillare la suoneria di un cellulare o campanello o in alternativa batte un colpo sul tavolo, ai 3 minuti batte un colpo più deciso o viene fatto suonare di nuovo il campanello.
Le argomentazioni non devono essere lasciate al caso, non si deve prevaricare l'altro e non devono esserci trucchi. Devono quindi avere caratteristiche precise e si devono basare su fatti chiari e precisi, per cui le opinioni generali senza basi solide non vanno prese in considerazione. I fatti devono provenire da fonti attendibili. Il ragionamento deve essere logico e basato su reali evidenze. Molto utile può essere il "modello ARE" (Affermazione, Ragionamento, Evidenza).

## Svolgimento
Le fasi preparatorie comprendono la suddivisione delle argomentazioni in: 
- introduzione;
- argomentazioni a favore della propria tesi;
- confutazione tesi avversaria;
- conclusione.

Prima di iniziare, è bene che un componente della squadra che non fa da speaker tenga il tempo. 
Una preparazione ben organizzata è un buon punto di partenza per una gara vincente. 
Il capogruppo ricorda le fasi da seguire in preparazione al debate:
- i partecipanti devono pensare per pochi minuti al tema proposto;
- si stabilisce il principio su cui fondare le argomentazioni e il percorso della squadra;
- si stabiliscono le regole da seguire, anticipando le argomentazioni principali;
- squadre in brainstorming per ricavare così più argomentazioni;
- si cercano le evidenze, i fatti, gli esempi relativi alle argomentazioni individuate;
- far provare gli speaker, simulando i discorsi che avverranno durante la gara;
- verificare che non ci siano ripetizioni, contraddizioni tra gli argomenti principali[3].

All'interno di una classe non tutti possono partecipare al debate, poiché il numero ideale di componenti di una squadra è cinque. 
Si sorteggia la squadra che inizia per prima e si procede col seguente schema:
- Capitano della squadra estratta "A" (sorteggiata ad intervenire per prima) presenta la squadra, l'argomento e inizia a esporre la propria tesi (3').
- Capitano squadra "B", presenta la squadra, l'argomento e inizia a esporre la propria tesi (3').
- Primo oratore squadra "A" (3').
- Primo oratore squadra "B" (3').
- Secondo oratore squadra "A" (3').
- Secondo oratore squadra "B" (3').
- Pausa di 5 minuti.
- Arringa finale.
- Capitano o primo oratore squadra "A" (3').
- Capitano o primo oratore squadra "B" (3').
- Pausa di 15 minuti per permettere ai giudici di discutere e assegnare la vittoria a una delle due squadre

La giuria non giudica chi ha ragione, bensì chi ha saputo utilizzare meglio le tecniche e le strategie del debate. Un buon debater è prima di tutto una persona che ha capito le regole del gioco e sa applicarle. Vince in genere chi è stato più bravo a documentarsi chi è capace di seguire una logica, e esporre un argomento con sicurezza.
Ci sono diversi tipi di debate, tra cui:
- il "role play debate": una gara in cui ciascuno speaker interpreta un personaggio, ciascun gruppo sceglie argomentazioni per difendere la propria posizione e studia la strategia più adeguata. Può essere utilizzato come debate disciplinare, ad esempio in storia o storia dell'arte con artisti rivali. Ha regole meno strette e rigide, ma alcune regole di base rimangono le stesse, come le argomentazioni fattuali e la scelta opportuna delle fonti;
- il "balloom debate": un certo numero di speaker, ognuno dei quali rappresenta un personaggio, si trova in una mongolfiera non molto sicura, infatti, visto che sta precipitando, non possono rimanere tutti a bordo, altrimenti si rischia di non arrivare alla meta stabilita (isola deserta). Per salvare almeno qualcuno, si deve decidere chi buttare giù. Scaduto il termine per l'elaborazione può partire la gara vera e propria, per cui la giuria elabora un verdetto;
- il "mini debate": si tratta di un debate semplificato di tre possibili tipologie, ovvero uno contro uno (nel quale ciascuno sfidante ha 3 minuti per presentare le proprie argomentazioni e 2 minuti per replicare all'avversario), due contro due (in cui le squadre sono costituite da due speaker, comincia il primo speaker PRO, poi il primo CONTRO, il secondo PRO e il secondo CONTRO e gli interventi durano due minuti), tre contro tre (ci sono tre interventi di argomentazione per squadra da quattro minuti e poi due interventi di confutazione per squadra da due minuti)[5].

## Finalità
Lavorare in autonomia, parlare in pubblico, ascoltare in modo critico. 
Gli studenti imparano a strutturare un discorso logico, coerente ed efficace finalizzato alla persuasione, ricercare e selezionare le fonti, anche attraverso risorse multimediali online, ascoltare attivamente, argomentare, fondare e motivare le proprie tesi, lavorare in gruppo, parlare in pubblico. Inoltre si favorisce il rispetto del punto di vista altrui e permette di far imparare a giustificare le proprie opinioni.

Secondo una recente indagine condotta dal Cfbt Education Trust e dall'English Speaking Union, negli Usa gli studenti delle scuole pubbliche che fanno debate hanno aumentato del 25% la propria motivazione allo studio, percentuale che sale al 70% nella popolazione studentesca maschile afro-americana.